# Hendaye
Hendaye (baskiska Hendaia) är en kommun i departementet Pyrénées-Atlantiques i regionen Nouvelle-Aquitaine i sydvästra Frankrike. Kommunen ligger i kantonen Hendaye som tillhör arrondissementet Bayonne. Hendaye ligger i det sydvästra hörnet av den historiska provinsen Labourd (Lapurdi) och har broförbindelser med Irun i Gipuzkoa på den spanska sidan av gränsen. År 2022 hade Hendaye 18 074 invånare.

## Befolkningsutveckling
Antalet invånare i kommunen Hendaye
| Referens: INSEE |

## Galleri

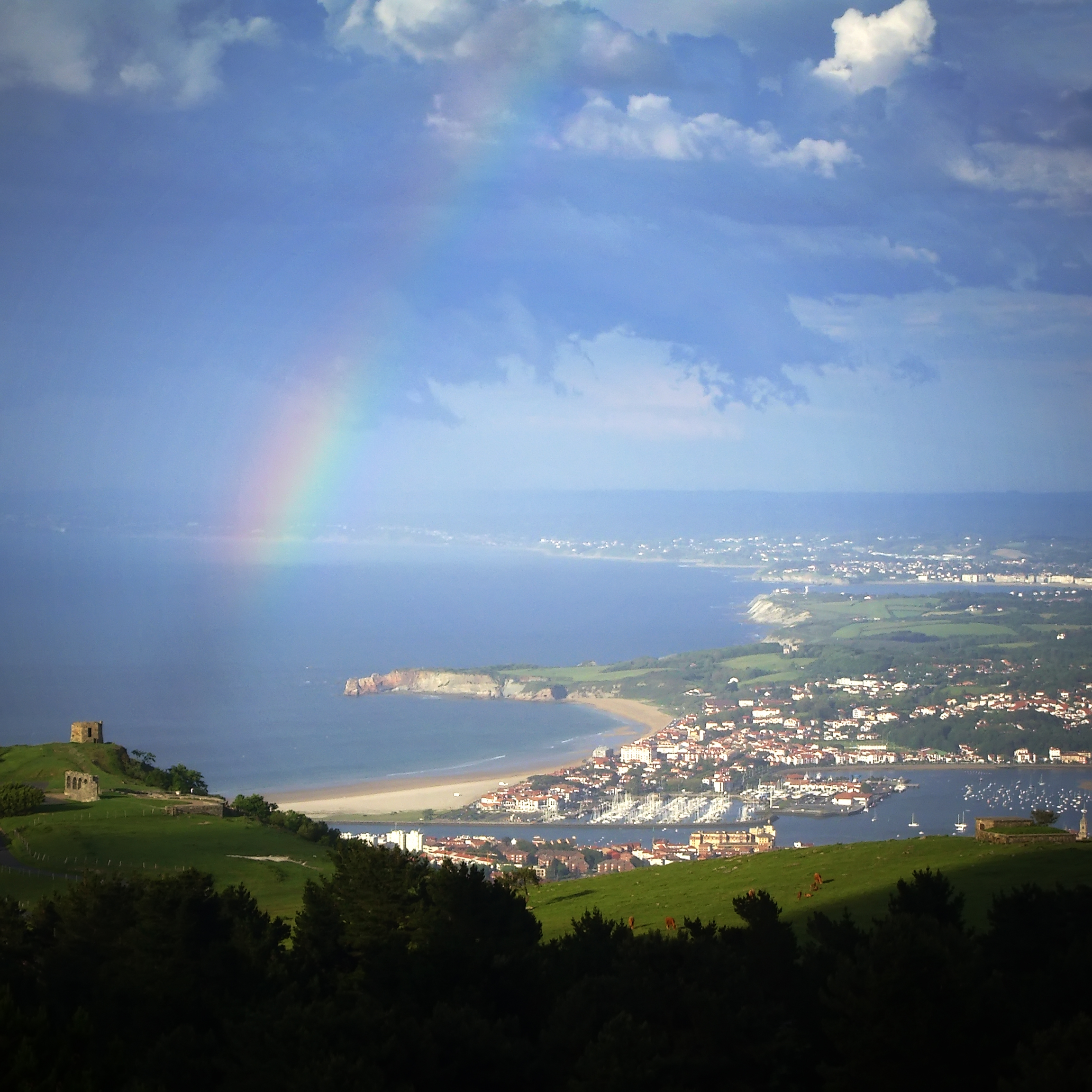
Hendaye sett från Irun
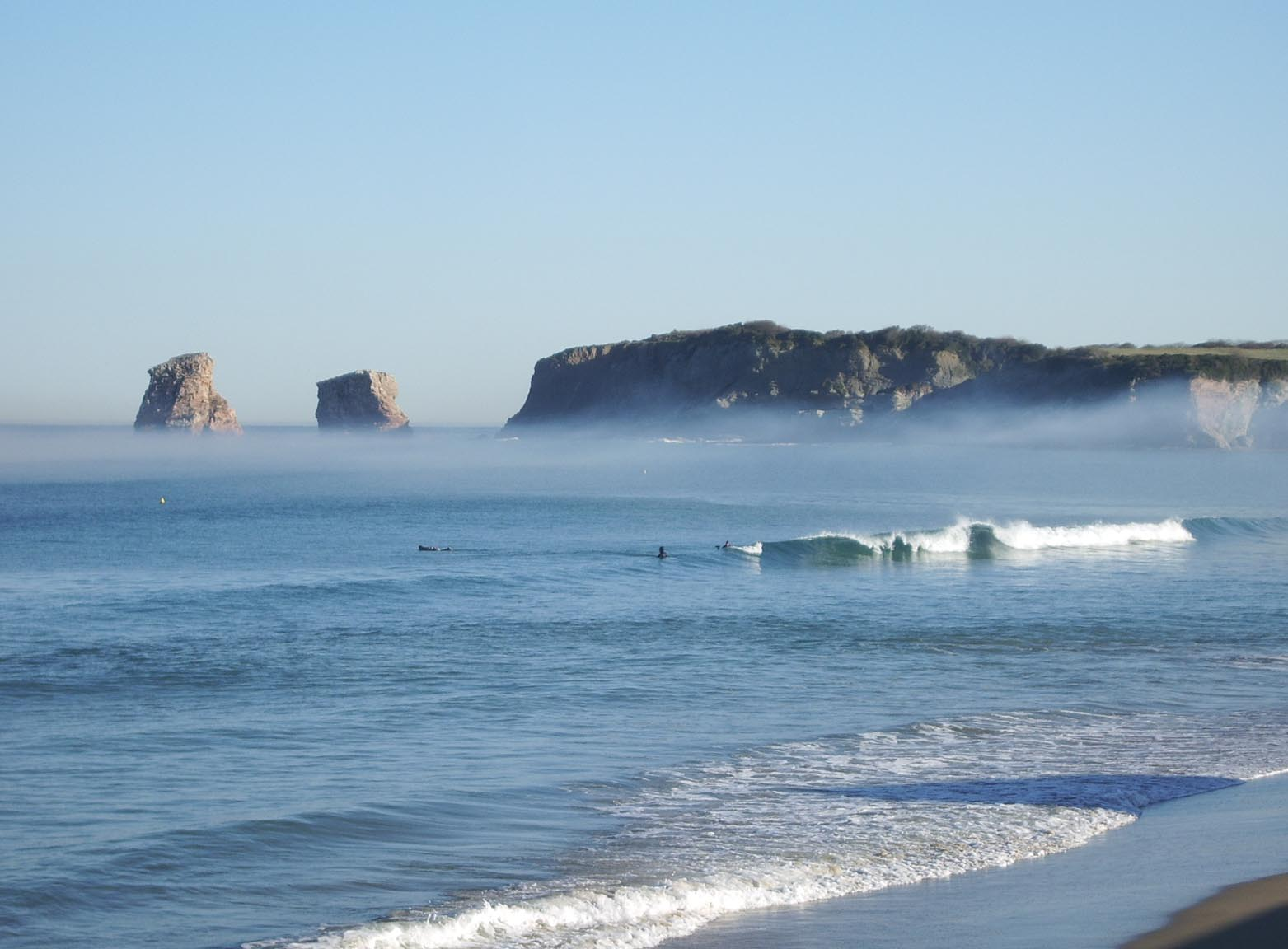
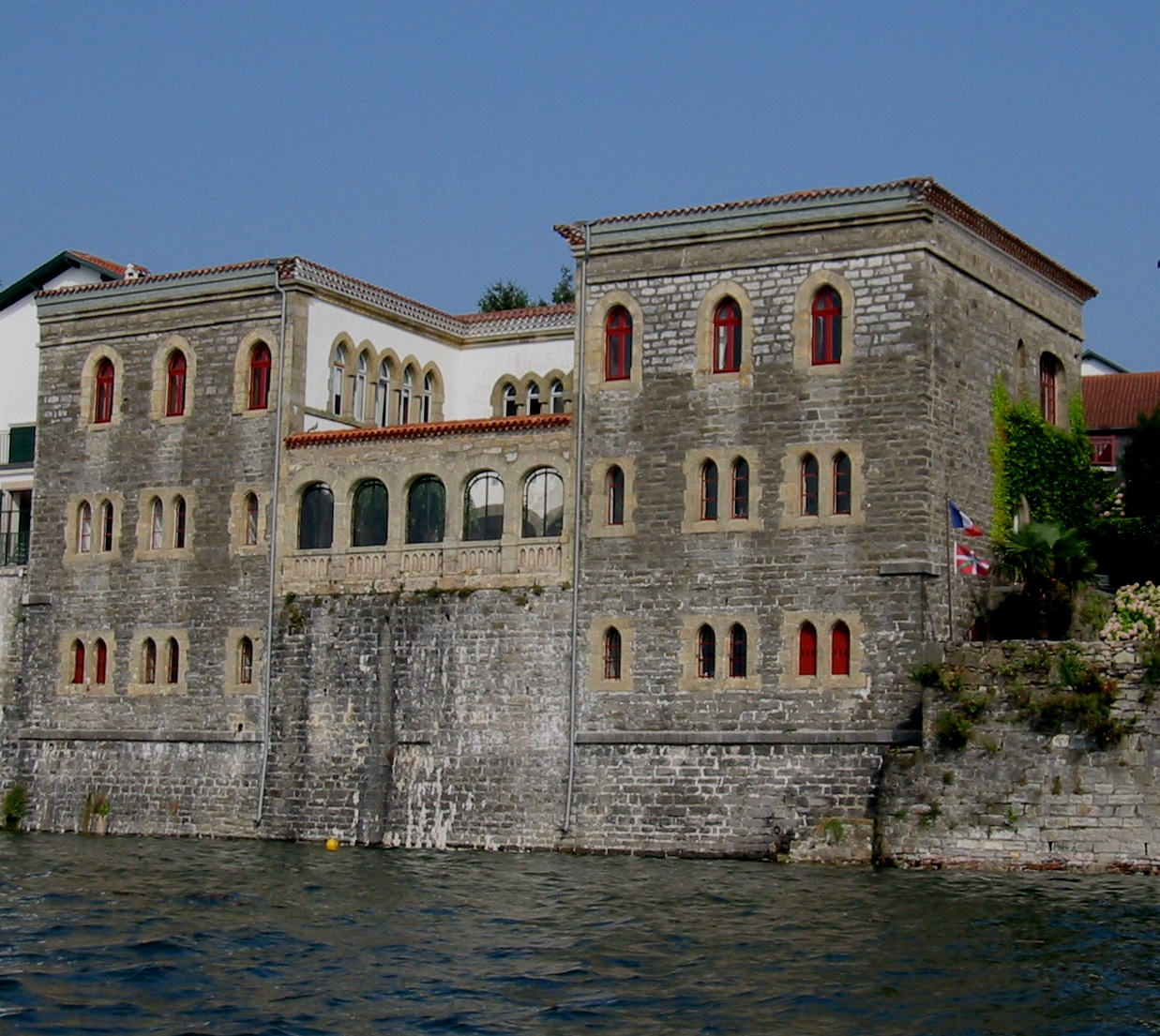